# Paulo Londra
Paulo Londra   (Córdoba, 12 d'abril de 1998), de nom complet Paulo Ezequiel Londra Farías, és un raper i cantant argentí de trap.

## Biografia
Paulo Londra va néixer a Córdoba, Argentina el 12 d'abril de 1998. Durant la seva infància i adolescència va viure en una llar molt unida, la seva família sempre va estar al costat d'ell i sempre va rebre recolze en la seva carrera musical. El seu interès pel rap va començar per una recomanació de la seva germana de la pel·lícula 8 Mile, protagonitzada por Eminem. Sobre la pel·lícula, Londra va comentar que:
| « | Quedé asombrado por cómo un blanco se hizo respetar en esa cultura, por ese minuto en el que tenía que demostrar todo. Tenía que afrontar una banda de situaciones. Yo quería ser como él, lo tengo ahí arriba a Eminem. | » |

Als 13 anys es va presentar per primera vegada en una competència de Freestyle a la plaça Intendència de la seva ciutat, en el torneig conegut com a “Sin Escriptura”. Arran d'això es va fer conegut massivament a anar a competències com El Cinquè Graó, La Rebel·lia Dels Déus, com en punts altres.

### Carrera musical
Va iniciar la seva carrera musical el gener de 2017 quan va llançar el seu senzill debut, «Relax», que després d'uns mesos estava posicionat com un hit argentí de l'any. Des de llavors va començar a compondre i va continuar llançant cançons. Malgrat que els seus inicis són similars a altres exponents urbans, Londra, a diferència d'altres artistes, evita tocar temes tals com a violència, misogínia, insults o drogues en les seves cançons.
Va rebre un contracte d'una discogràfica multinacional, no obstant això, va rebutjar l'oferta. Més tard, va signar un acord amb Warner Music. A l'octubre de 2017, va viatjar a Colòmbia per treballar amb el productor Ovy on the drums i la discogràfica Big Lligues.
Ha participat en col·laboracions juntament amb la banda colombiana Pis 21 amb la cançó «Te amo», amb Becky G amb la cançó «Cuando te besé»., després amb Lenny Taverez amb «Nena maldición» i també amb De La Guetto i Justin Quiles amb «Solo pienso en ti». També ha rebut elogis per part de personalitats com a J Balvin.
És el tercer artista argentí a ingressar a la llista de Billboard Social 50, després de Lali Espósito i Martina Stoessel.
Al juliol de 2019, l'artista Ed Sheeran va fer una col·laboració amb Paulo Londra en una de les seves cançons «Nothing on you» que és part del seu nou àlbum.

## Discografia

### Àlbums d'estudi
- 2019: Homerun

### Senzills
- Relax (2017)
- Confiado y tranquilo (2017)
- Me tiene mal (2017)
- Luna llena (2017)
- Por lo mío (2017)
- Cámara lenta (2017)
- Condenado para el millón (2017)
- Nena maldición (2018)
- Dímelo (2018)
- Chica paranormal (2018)
- Adán y Eva (2018)
- Forever Alone (2019)
- Tal vez (2019)
- Homerun (2019)
- Sota fresh (2019)
- No puedo (2019)
- Y yo no sé (2019)
- Romeo y Julieta (2019)
- Por eso vine (2019)

### Col·laboracions
- Está bien (ft Frijo) (2017)
- Noche complicada (ft Frijo) (2018)
- Fresh & Flex (ft Alan & Biblo) (2017)
- No la puedo olvidar (ft Frijo) (2017)
- Sale el sol (ft Kodigo) (2017)
- Ed Sheeran - Nothing on you (ft Paulo Londra & Dave) (2019)
- Cuando te besé (Becky G)